# Любовный ритуал
Любовный ритуал (итал. Rito d'amore) — итальянская эротическая драма 1989 года режиссёра Альдо Ладо, предположительно снятая на основе реальных событий. Данная картина является возвращением режиссёра к эксплуатационному кино.

## Сюжет
Молодая и привлекательная итальянка Валери знакомится с обаятельным азиатом. Между ними завязываются романтические отношения. Однако молодой человек имеет скрываемые им каннибальские наклонности. Вскоре он выражает свою любовь к Валери очень своеобразным способом, сообщая ей, что мечтает съесть её тело. В один прекрасный момент он действительно делает это.

## В ролях
- Ларри Хьюкманн
- Франческо Касале
- Наталия Бицци
- Беатрис Ринг